# Gymnadenia

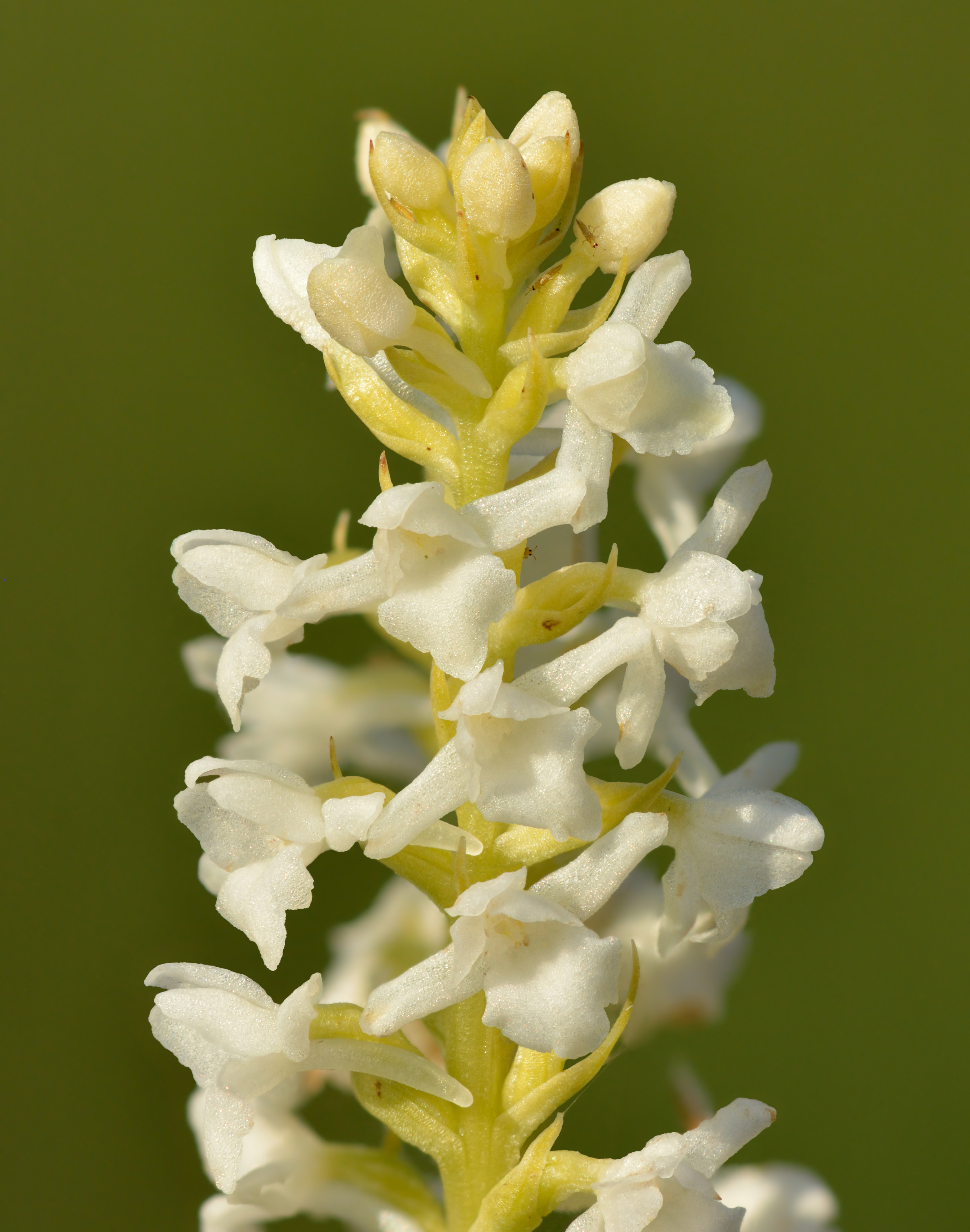
Gymnadenia odoratissima

Gymnadenia es un género con una veintena de especies de orquídeas de la subfamilia Orchidoideae de la familia de las Orchidaceae.  Se distribuyen desde Europa hasta China. Son de hábitos terrestres y tienen tubérculos en vez de pseudobulbos.

## Etimología
Las orquídeas obtienen su nombre del griego "orchis", que significa testículo, por la apariencia de los tubérculos subterráneos en algunas especies terrestres. La palabra 'orchis' la usó por primera vez  Teofrasto (371/372 - 287/286 a. C.), en su libro  "De historia plantarum" (La historia natural de las plantas ). Fue discípulo de Aristóteles y está considerado como el padre de la botánica y de la ecología.
La palabra Gymnadenia procede del griego "gymnos" = "expuesto" y "aden" = "glándula", refiriéndose a su accesible viscidium. 

Nombre Común :
- Español: "Orquídea Olorosa"
- Inglés :"Fragrant Orchid"

## Hábitat
Se desarrolla en prados y terrenos muy húmedos, tanto de montaña y alta montaña como en marismas a la luz solar directa o media sombra. Se encuentran por la Europa Boreal y en los Himalayas y China.
La orquídea olorosa (Gymnadenia conopsea) ha sido introducida en Estados Unidos donde se encuentra naturalizada en el campo.

## Descripción
Las hojas son oblongas con una longitud de 5 cm, crecen desde los nódulos subterráneos que tienen un tamaño máximo de 6 cm y son redondos

Las inflorescencias que son erectas en espiga, salen de la roseta basal de hojas y  presentan una densa floración cilíndrica con flores pequeñas y numerosas. Floreciendo desde mediados de primavera  hasta mediados del verano. El color puede variar desde blanco, rosa, verdoso y púrpura. El labelo es ancho con tres lóbulos. Los pétalos marginales son horizontales. Tienen una espuela larga y delgada parecida a una espina.
Todas las especies con flores fragantes (más o menos olorosas), y atractivas a las mariposas y las polillas con grandes proboscides, lo suficientemente largas para alcanzar el néctar de las largas espuelas.

## Usos medicinales
La harina de sus tubérculos llamada salep es muy nutritiva y demulcente. Se usa en dietas especiales de convalecientes y niños. Es muy rica en mucílago y forma una demulcente y suave gelatina que se usa para el canal gastrointestinal irritado. Una parte de harina con cincuenta partes de agua son suficientes para formar la gelatina. El tubérculo para preparar la harina debe ser recolectado cuando la planta está recién seca después de la floración y cuando ha soltado las semillas.

## EspeciesGymnadenia
Un nombre nothogeneric es el nombre dando a un rango genérico para un híbrido entre representantes de dos o más géneros.
*Gymnadenia archiducis-joannis ¹ (Austria)
- Gymnadenia austriaca ¹ (C. Europa a Pirineos). 
  - Gymnadenia austriaca var. austriaca ¹ (C. Europa). Tubérculo geofito
  - Gymnadenia austriaca var. gallica ¹ (Pirineos, W. Alpes) Tubérculo geofito
- Gymnadenia bicornis (Tíbet).
- Gymnadenia borealis (N. & C. Europa).
- Gymnadenia buschmanniae ¹ (Italia)
- Gymnadenia carpatica ¹ (E. Carpatos).
- Gymnadenia cenisia ¹ (Francia)
- Gymnadenia conopsea : Orquídea Fragante (Europa a Temp. E. Asia)
- Gymnadenia corneliana ¹ (SW. Alpes)
- Gymnadenia crassinervis (China)
- Gymnadenia dolomitensis ¹ (S. Alpes).
- Gymnadenia emeiensis (China – Sichuan).
- Gymnadenia frivaldii (Pen. Balcánica a S. Carpatos)
- Gymnadenia gabasiana ¹ (Pirineos)
- Gymnadenia lithopolitanica ¹ (SE. Alpes)
- Gymnadenia microgymnadenia (NC. China).
- Gymnadenia neottioides A.Rich. & Galeotti (México)
- Gymnadenia nigra ¹ (Europa, Israel).
- Gymnadenia odoratissima (Europa). 
  - Gymnadenia odoratissima subsp. longicalcarata (España). Tuber geophyte
  - Gymnadenia odoratissima subsp. odoratissima (Europa) Tuber geophyte
- Gymnadenia orchidis (Himalayas a China)
- Gymnadenia propinqua A.Rich. & Galeotti (México)
- Gymnadenia rhellicani ¹ (W. Alpes)
- Gymnadenia rubra ¹ (C. & E. Alps, S. Carpathians).
- Gymnadenia stiriaca ¹ (Austria).
- Gymnadenia taquetii (Corea)
- Gymnadenia widderi ¹ (NE. Alpes, C. Italia).

## Híbridos
- Gymnadenia × breinerorum ¹ (G. cenisia × G. corneliana) (Francia).
- Gymnadenia × chanousiana ² (G. cenisia × G. conopsea) (Francia).
- Gymnadenia × delphineae ² (G. corneliana × G. rhellicani) (Francia).
- Gymnadenia × eggeriana ¹ (G. austriaca var. gallica × G. rhellicani) (Francia).
- Gymnadenia × godferyana ² (Alpes) (G. conopsea × rubra)
- Gymnadenia × heufleri (G. nigra × G. odoratissima) (Alpes)
- Gymnadenia × intermedia (G. conopsea × G. odoratissima) (Europa). 
  - Gymnadenia × intermedia nothosubsp. intermedia (Europa) Tubérculo geofito.
  - Gymnadenia × intermedia nothosubsp. próxima.(G. conopsea × G. odoratissima subsp. ongicalcarata) (SW. Europa) Tubérculo geofito.
- Gymnadenia × pyrenaeensis ² (G. conopsea × G. gabasiana) (Pirineos).
- Gymnadenia × robatschiana¹ (G. cenisia × G. rhellicani) (Francia).
- Gymnadenia × truongiae ² (G. conopsea × G. corneliana) (Francia).
- Gymnadenia × turnowskyi ² (G. conopsea × G. lithopolitanica) (Austria)
- Gymnadenia × wettsteiniana ¹ (G. nigra × G. rubra) (Alpes).